# Anomis subpurpurea
Anomis subpurpurea là một loài bướm đêm trong họ Erebidae.